# 2zer Washington
2zer, anciennement 2zer Washington, de son vrai nom Théo Lellouche, né le 11 janvier 1991 dans le 20e arrondissement de Paris, est un rappeur français. Il est membre du groupe S-Crew, du collectif L'Entourage et anciennement membre du groupe Lyricalchimie.

## Biographie

### Enfance
Originaire du 20e arrondissement de Paris, il naît le 11 janvier 1991. Il grandit à Paris 19e avec son petit frère Gabriel (lui aussi rappeur sous le nom de Lekas). En 2007-2008, il rencontre les membres du S-Crew par le biais d'Open Mics et se lie d'amitié avec eux. Son pseudonyme, 2zer Washington fait référence à son arrondissement d'origine et à Denzel Washington, pour la sonorité similaire entre 2zer et ce dernier.
En 2007, il quitte le lycée pour se consacrer entièrement à la musique et enchaîne des petits boulots, travaillant notamment comme chauffeur-livreur, activité qui lui fait rencontrer notamment Georgio.

### Débuts avec Lyricalchimie (2009)
Il fonde le collectif Lyricalchimie en 2009 avec Ouhhz, Poochkeen et Dr Polux, qui sort XXperience la même année, une mixtape d'une vingtaine de titres, comportant des featurings avec Alpha Wann, Nekfeu et une trentaine d'autres artistes.
Le groupe se sépare à la suite de la sortie de la mixtape.
En 2014, Lyricalchimie ressort la mixtape XXperience en physique, qui n'est vendue qu'à 500 exemplaires.

### S-Crew (depuis 2011)
En 2011, il participe au projet du S-Crew Même Signature sur les morceaux Brouille-En et Le Pentagone. En 2012, il rejoint officiellement le groupe un peu avant la sortie de Métamorphose. Le 30 septembre 2013, malgré quelques difficultés, le premier album du Groupe, intitulé Seine Zoo, voit le jour.
En 2015, il apparaît avec le groupe sur l'album Feu de Nekfeu.
Le 17 juin 2016, le S-Crew sort un nouvel album intitulé Destins liés. Le 24 juin 2022, il apparait sur la majorité des morceaux du projet SZR 2001 du S-Crew.

### L'Entourage (depuis 2014)
Courant 2014, L'Entourage dévoile son premier album studio intitulé Jeunes Entrepreneurs.

### Carrière solo (depuis 2017)
De 2017 à 2018, il enregistre plusieurs sons en solo. Début 2019, il enregistre une série de freestyles intitulée Balle Perdue.
Il apparaît en 2019 en compagnie de Mekra sur le son CDGLAXJFKHNDATH de l'album de Nekfeu Les Étoiles vagabondes. En parallèle, il sort son premier projet solo, Décisions, composé de dix titres, dont un featuring avec le S-Crew.
De 2020 à 2021, il apparaît sur de nombreux projets, comme celui de son frère Lekas, celui de Doums ou celui de Yzla. Début 2021, il revient avec un nouveau projet intitulé ZerZer, Vol. 1, ou il invite d'autres rappeurs comme Alpha Wann, Hache-P, Framal, Gros Mo et Ratu$.
Le 17 février 2023, il sort le 2e volet de son projet ZerZer, intitulé ZerZer, Vol. 2.

## Vie privée
Il parle couramment portugais.
Il a un petit frère, lui aussi connu sous le pseudonyme Lekas. Il se marie en 2015 à Paris avec une Mexicaine.

## Engagements
Il participe avec son groupe à de nombreux événements comme la Fête de l'Humanité, ou en 2019 le Festival Baam Migrants, un festival organisé pour  donner de la visibilité et soutenir financièrement les actions auprès des migrants (Baam : bureau d'accueil et d'accompagnement des migrants, une association créée en 2015), mais aussi le Hip-Hop Convict ou l'Abbé Road. Il organise un concert dans le centre de détention de La Farlède.

## Discographie

### Freestyle
- 2017 : Focus
- 2018 : Leçon de vie
- 2018 : Routine
- 2019 : Balle Perdue #1 - Intestable
- 2020 : Balle Perdue #2
- 2020 : Balle Perdue #3 - Mustang
- 2020 : Balle Perdue #4 - Excès
- 2020 : Balle Perdue #5 - Blood Diamonds
- 2020 : Balle Perdue #6 - NMI

### Clips vidéo
| Titre                                       | Année | Album / mixtape          |
| ------------------------------------------- | ----- | ------------------------ |
| La roue tourne trop vite                    | 2011  | -                        |
| Conscience tranquille                       | 2012  | -                        |
| Tu connais t'façons                         | 2012  | -                        |
| 20 mesures                                  | 2012  | -                        |
| Medley Même signature                       | 2012  | Même Signature           |
| Je sais enfin ce que je voulais dire        | 2012  | -                        |
| On ne fait qu'avancer                       | 2012  | -                        |
| Si c'était facile                           | 2012  | -                        |
| S-Crew - Brouille-en (feat. 2zer)           | 2012  | Même Signature           |
| S-Crew - J'avais un rêve (feat. 2zer)       | 2012  | Même Signature           |
| Je plairai aux types                        | 2012  | -                        |
| Fast Life                                   | 2012  | -                        |
| L'effet pas de pilon (instru)               | 2012  | -                        |
| La roue tourne trop vite (instru)           | 2012  | -                        |
| L'homme Wanted                              | 2012  | -                        |
| Georgio - Anonymous (feat. 2zer)            | 2013  | Mon prisme               |
| La roue tourne trop vite                    | 2013  | -                        |
| L'effet pas de pilon (feat. Nekfeu & Ouhhz) | 2013  | -                        |
| La biffle (feat. Nekfeu)                    | 2013  | -                        |
| Esquive suprême                             | 2013  | -                        |
| Fraternité                                  | 2013  | -                        |
| 2fingz - No Sizzurp (feat. 2zer)            | 2013  | La folie des glandeurs   |
| La vie n'est pas cirrhose                   | 2014  | -                        |
| Ton nouveau pote                            | 2014  | -                        |
| Tudo Bem                                    | 2014  | -                        |
| Porte de Paris                              | 2015  | -                        |
| Monopole                                    | 2015  | -                        |
| Formatage éroné (feat. Ron)                 | 2015  | -                        |
| Entête                                      | 2017  | -                        |
| Focus (frestyle live)                       | 2017  | Focus - Single           |
| Leçon de vie                                | 2018  | Leçon de vie - Single    |
| Routine                                     | 2018  | Routine - Single         |
| Seulement                                   | 2019  | Décisions                |
| Black Bird Live (feat. Hugz)                | 2019  | -                        |
| Galèrer                                     | 2019  | Décisions                |
| Clan (feat. S-Crew)                         | 2019  | Décisions                |
| Balle Perdue #1 (intestable)                | 2019  | Balle Perdue #1 - Single |
| Balle Perdue #2                             | 2020  | Balle Perdue #2 - Single |
| Balle Perdue #4 (Excès)                     | 2020  | Balle Perdue #4 - Single |
| Balle Perdue #5 (Blood Diamonds)            | 2020  | Balle Perdue #5 - Single |
| ViperGTS                                    | 2021  | ZerZer, Vol. 1           |
| Sans demander (feat. Framal)                | 2021  | ZerZer, Vol. 1           |
| Bulle (feat. Gros Mo & Ratu$)               | 2021  | ZerZer, Vol. 1           |
| 21G                                         | 2023  | Zerzervol2               |